# Sergio Caleca
Sergio Caleca (...) è un ex nuotatore e allenatore di nuoto italiano, vincitore di due medaglie d'argento (50 e 100 stile libero) alle paralimpiadi di New York-Stoke Mandeville 1984.
Ha frequentato l'Accademia Aeronautica di Pozzuoli. Pilota di Aeroplano Militare. Pilota civile. 
Allenatore Federale Nuoto di squadre agonistiche della F.I.N. dal 1984 al 2004.
Cavaliere al merito della Repubblica Italiana.